# Бартек, Томаш
То́маш Ба́ртек (чеш. Tomáš Bartek, род. 24 февраля 1958, Злин) — чехословацкий гандболист, полусредний. Участник летних Олимпийских игр 1988 года.

## Биография
Томаш Бартек родился 24 февраля 1958 года в чехословацком городе Готвалдов (сейчас Злин в Чехии).
Начал заниматься гандболом в Готвальдове. В 1977—1988 годах играл в гандбол за «Дуклу» из Праги. В её составе девять раз выигрывал чемпионат Чехословакии. В 1984 году завоевал Кубок европейских чемпионов. В начале октября 1988 года перешёл в западногерманский «Минден».
В 1988 году вошёл в состав сборной Чехословакии по гандболу на летних Олимпийских играх в Сеуле, занявшей 6-е место. Играл в поле, провёл 6 матчей, забросил 24 мяча (шесть в ворота сборной Испании, по пять — ГДР и Швеции, четыре — Южной Корее, три — Венгрии, один — Японии).
Руководит фирмой, которая занимается строительной химией.